# 荘勇雄
荘 勇雄（天保3年1月（1832年2月） -  ）は、江戸時代の剣術家。大村藩士。旧姓は江頭氏。

## 生涯
実父で家老である江頭官太夫（顕頴）の次男として生まれる。弘化2年4月、荘加奈江の養子となり、荘新右衛門と名乗り、後に勇雄（忠頼）と名乗る。官太夫の嫡子で実兄の江頭隼之助（熙典）も家老職を勤めており、勇雄も用人兼長崎武用質素方を勤め、参政として権力を揮った。
1849年（嘉永2年）5月、廻国修行の為に大村藩を訪れた神道無念流の剣客齋藤弥九郎の嫡男である齋藤新太郎が大村藩士と他流試合をしたが、大村藩側が敗れた。これに驚きを隠せなかった大村藩は、藩主大村純熙と家老 江頭官太夫が藩の剣術改革のため、少数の藩士を江戸遊学と称して玄武館・士学館・練兵館に入門させた。この時、練兵館に入門した勇雄は練兵館の初代塾頭になった。その後、塾頭を桂小五郎に譲り、嘉永5年4月から8 月まで武者修行に出たとされる。
勇雄が藩主と実父に「神道無念流は実用に適する」と説いたことで、齋藤新太郎の弟齋藤歓之助が大村藩に江戸詰の馬廻りとして100石で召し抱えられた。1853年（嘉永6年）2月21日、大村純熙の御前で兄の齋藤新太郎と弟の歓之助門人の数十人が試合を行った記録が残る。
1854年（嘉永7年）5月、勇雄は斎藤とともに江戸から肥前国大村藩に移った。大村に到着した歓之助には屋敷を与え、その中に微神堂が設けられた。同年6月、大村藩は歓之助を剣術師範に任命し、同年7月神道無念流取立役（藩校の剣術師範最高職）に勇雄が任命された。